# 伊東長之
伊東 長之（いとう ながゆき）は、江戸時代後期の備中国岡田藩の世嗣。通称は外記、主税。

## 略歴
8代藩主・伊東長寛の十一男として誕生。初名は長守。子に松平忠武らあり。
天保元年（1830年）8月、兄で岡田藩世嗣だった長禎が早世したため嫡子となる。しかし、病弱を理由として天保15年（1844年）8月4日に廃嫡された。代わって、長禎の長男で甥にあたる長裕が嫡子となった。
文久4年（1864年）に61歳で死去した。